# Andinomys edax
Andinomys edax és una espècie de mamífer rosegador de la família dels cricètids. Viu a altituds d'entre 650 i 5.100 msnm a l'Argentina, Bolívia, el Perú i Xile. Es tracta d'un animal poc comú. Els seus hàbitats naturals són els boscos, els herbassars i els matollars de puna. És una espècie en risc mínim, és a dir, no sembla que hi hagi cap amenaça significativa per a la seva supervivència.